# Cal Massot (Soses)
Cal Massot és una casa de Soses (Segrià) inclosa a l'Inventari del Patrimoni Arquitectònic de Catalunya.

## Descripció
Habitatge entre mitgeres situat al davant d'una petita plaça. S'estructura en planta baixa i dos pisos. Al primer pis hi ha dues finestres i enmig, just a sobre de la porta d'accés, un òcul que en origen era una finestra quadrada. Al segon hi havia tres grans arcs avui cegats i reconvertits en petites finestres. La façana original és de grans carreus de pedra ben escairada. Està molt modificada.